# Haematopota albimedia
Haematopota albimedia är en tvåvingeart som beskrevs av Stone och Philip 1974. Haematopota albimedia ingår i släktet Haematopota och familjen bromsar. Inga underarter finns listade i Catalogue of Life.